# 莫斯科證券交易所
莫斯科證券交易所（俄语：ПАО Моско́вская би́ржа）是俄羅斯規模最大的證券交易所。莫斯科交易所是2011年12月莫斯科跨行貨幣交易所（MICEX）和俄羅斯貿易系統合併的產物。兩個組織都成立於1990年代。

## 外部連結
- Official website （页面存档备份，存于）
- English version （页面存档备份，存于）
- MICEX Index （页面存档备份，存于）